# Matthias Lindermayr
Matthias Lindermayr (* 1987 in München) ist ein deutscher Jazzmusiker (Trompete, Komposition).

## Leben und Wirken
Lindermayr, der aus einer Musikerfamilie stammt (der Vater ist Pianist und die Mutter unterrichtet musikalische Früherziehung) erhielt als Kind klassischen Klavierunterricht; als Zwölfjähriger lernte er Trompete. Auch spielte er als Jugendlicher E-Gitarre in Rockbands. An der Hochschule für Musik und Theater München studierte er Jazztrompete bei Claus Reichstaller, um dann ein Kompositionsstudium bei Gregor Hübner zu beginnen. Tiger Okoshi erwies sich als wichtiger Mentor, bei dem er 2014/2015  am Berklee College of Music studierte. Er setzte seine Studien 2016 am Jazz-Institut Berlin bei John Hollenbeck und Gerard Presencer fort.
Mit seinem eigenen Quintett legte er 2015 sein Debütalbum Lang Tang bei enja vor (das Azhar Kamal co-produzierte, der auch am Nachfolgealbum New Born (2018) beteiligt war). Weiterhin war er Mitglied der Funk-Rock-Band Schein und leitete gemeinsam mit Matthieu Bordenave ein Quartett, aber auch ein Duo (Sequence). Er gehört auch zum Quintett Fazer und zur Bigband von Monika Roscher und ist auf deren Alben zu hören. Auch arbeitete er mit Holger Scheidt und ist an drei Stücken des Albums Retronyms von Carlos Cipa beteiligt.

## Preise und Auszeichnungen
Lindermayr gewann mit seinem Quartett 2012 den Biberacher Jazzpreis; 2013 erhielt er den Kurt Maas Jazz Award. 2017 wurde er bei der Internationalen Jazzwoche Burghausen mit dem Solistenpreis der Stadt Burghausen ausgezeichnet. 2018 erhielt er den Bayerischen Kunstförderpreis in der Sparte Musik und Tanz. Das mit Masako Ohta entstandene Duoalbum Nozomi kam im Mai 2025 in der Rubrik Grenzgänge auf die Quartalsbestenliste beim Preis der deutschen Schallplattenkritik.

## Diskographische Hinweise
- Lang Tang (enja, 2015, mit Azhar Kamal, Roberto Di Gioia, Andreas Kurz/Maximilian Hirning, Andi Haberl)
- New Born (Yellowbird, 2018, mit Chris Gall, Azhar Kamal, Andreas Kurz, Andi Haberl)
- Fazer: Nadi (Squama, 2019, mit Paul Brändle, Martin Brugger, Simon Popp, Sebastian Wolfgruber)
- Triptych (Squama, 2021, mit Philipp Schiepek, Simon Popp)
- Sequence (Squama, 2022, mit Matthieu Bordenave)
- Masako Ohta, Matthias Lindermayr: MMMMH (Squama, 2022)
- Fazer: Plex (Squama, 2022)
- Fazer: Yamaha (Squama, 2024)
- Masako Ohta, Matthias Lindermayr: Nozomi (Squama, 2025)